# Evarcha chappuisi
Evarcha chappuisi är en spindelart som beskrevs av Roger de Lessert 1925. Evarcha chappuisi ingår i släktet Evarcha och familjen hoppspindlar. Inga underarter finns listade i Catalogue of Life.